# مولدنتالکرایس
مولدنتالکرایس (به آلمانی: Muldentalkreis) یک ناحیه در آلمان است که در زاکسن واقع شده‌است. مولدنتالکرایس  ۱۳۵٬۴۵۹ نفر جمعیت دارد.